# Retrogradazione dell'amido
Il fenomeno della retrogradazione dell'amido è alla base della formazione del pane raffermo e può essere considerato come l'inverso della gelatinizzazione: esso consiste nella tendenza da parte dell'amido a riassumere la struttura originaria.
Il raffermamento è il processo che causa il deterioramento (il diventare raffermo) del pane e di altri cibi ricchi di carboidrati complessi. Sebbene l'amido in realtà non riesca mai a tornare in una configurazione simile a quella iniziale, si forma una struttura intermedia rigida dovuta all'avvicinamento delle catene di amilosio e alla crescita di cristalli di amilopectina. La quantità di amido retrogradato è quindi direttamente proporzionale al contenuto di amilosio.
Quando con il passare del tempo, nel caso del pane, si verifica la migrazione dell'acqua verso la crosta esterna si ha la cristallizzazione dei componenti amilacei con conseguente aumento della consistenza (pane raffermo). La digeribilità in questo caso diminuisce, anche se la retrogradazione dell'amido sembra collegata ad una riduzione del cancro al colon.
Il fenomeno di retrogradazione è massimo alla temperatura di circa -3 °C, mentre viene ritardato dal congelamento.